# Лувр
Музей Лувра (фр. Musée du Louvre; часто используется просто название Лувр) — один из крупнейших и самый популярный художественный музей мира. Музей расположен в центре Парижа, на правом берегу Сены, на улице Риволи, в 1-м округе столицы.
В 2018 году число посетителей Лувра превысило 10 млн человек, что является рекордом.
Здание музея — старинный королевский дворец (Palais du Louvre). Конная статуя Людовика XIV обозначает точку начала так называемой исторической оси Парижа.
Лувр — один из старейших музеев с богатой историей коллекционирования художественных и исторических реликвий Франции, начиная со времён династии Капетингов и до наших дней.
В Лувре собиралось всё, этот музей можно назвать универсальным. Его коллекции покрывают огромные географические и временные пространства: от западной Европы до Ирана через Грецию, Египет и Ближний Восток; с античности до 1848 года. Европейское искусство новейшего периода времени — с 1848 года и до наших дней — представлено в Музее Орсе и Центре Жоржа Помпиду, а азиатское выставляется в музее Гиме. Искусство Африки, Америки и Океании экспонируется в музее набережной Бранли.
Бюджет музея в 2019 году составил 242,8 млн евро. Из них — 149 млн евро собственных средств (из которых около 98 млн евро пришлось на доходы от продажи билетов) и 93,8 млн евро государственных дотаций.

## История

### Королевский дворец
В основе Лувра лежит замок-крепость — Большая башня Лувра, — возведённая королём Филиппом-Августом в 1190 году. Одним из главных предназначений замка было наблюдение низовий Сены, одного из традиционных путей вторжений и набегов эпохи викингов. В 1317 году, после передачи имущества Тамплиеров Мальтийскому ордену, королевская казна переносится в Лувр. Карл V делает из замка королевскую резиденцию.
Устаревшая Большая башня Лувра была разрушена по приказу Франциска I в 1528 году, и в 1546 начинается превращение крепости в великолепную королевскую резиденцию. Эти работы проведены Пьером Леско и продолжались во время правления Генриха II и Карла IX. Два новых крыла были присоединены к зданию. В 1594 году Генрих IV решает соединить Лувр с дворцом Тюильри, построенным по желанию Екатерины Медичи. Квадратный двор дворца создавался архитекторами Лемерсье, а затем Луи Лево во времена правления Людовика XIII и Людовика XIV, увеличил дворец в четыре раза. Оформлением и украшением дворца руководили тогда такие художники как Пуссен, Романелли и Лебрен. В 1667—1670 годах архитектором Клодом Перро на восточном фасаде дворца, выходящем на площадь Лувра, сооружена Колоннада Лувра.
В 1682 году работы были резко приостановлены, когда Людовик XIV выбирает Версаль как новую королевскую резиденцию. Начиная с XVIII века растёт количество предложений превратить здание Лувра в музей. Проект рождается в правление Людовика XV и заканчивается с Французской Революцией.
После революции работы в Лувре продолжил Наполеон I. Его архитекторы Персье и Фонтен начали сооружение северного крыла вдоль улицы Риволи. Это крыло было достроено в 1852 году при Наполеоне III, и сооружение Лувра было завершено. После пожара и разрушения Тюильри, происшедших при осаде Парижской коммуны в мае 1871 года, Лувр приобрёл современный вид. В 1989 году в центре Наполеоновского дворика была возведена стеклянная пирамида (архитектор Йо Минг Пей).

### Музей
Идея создать в Лувре музей для экспозиции шедевров из королевских коллекций появилась ещё до Французской Революции. В 1792 году принимается решение об открытии музея, его первым хранителем назначен Юбер Робер, немедленно приступивший к подготовке будущей экспозиции.
Впервые двери музея были открыты для публики 10 августа 1793 года, уже после революции. При Первой империи именовался музеем Наполеона.

### Создание коллекции
В начале своего существования Лувр пополнял фонды за счёт королевских коллекций, собранных в своё время Франциском I (итальянские полотна) и Людовиком XIV (самое крупное приобретение — 200 полотен банкира Эверара Жабаха (фр. Everhard Jabach). На момент основания музея королевская коллекция насчитывала ровно 2500 полотен.
Постепенно в собрание музея были переданы наиболее ценные картины королевской коллекции. Огромное количество скульптур пришли из Музея французской скульптуры (musée des Monuments français) и после многочисленных конфискаций имущества в период революции.
В период наполеоновских войн с подачи первого директора музея, барона Денона, луврская коллекция пополнялась военными трофеями, тогда же в музей попадают археологические находки из Египта и Ближнего Востока. На протяжении XIX и XX веков коллекция музея была пополнена в результате множества приобретений и даров, в числе последних — коллекция Эдмунда Ротшильда, доставшаяся музею по завещанию последнего.
Экспонаты попадали в Лувр различными путями. Знаменитейшие полотна Лувра — «Джоконда» Леонардо да Винчи и «Прекрасная садовница» Рафаэля — принадлежали ещё Франциску I, который приобрёл личное собрание Леонардо после его смерти в 1519 году. Многие полотна попали в Лувр в качестве трофеев наполеоновской армии, особенно после разграбления Венеции в 1798 году (напр., «Брак в Кане Галилейской» Паоло Веронезе). «Маленький нищий» Мурильо был куплен Людовиком XVI в 1782 году. А «Кружевница» Вермера и «Автопортрет с чертополохом» Дюрера приобретены музеем в 1870 и 1922 годах соответственно.
Самые известные скульптуры музея — Венера Милосская, найденная в 1820 году и тогда же приобретённая послом Франции у турецкого правительства, и Ника Самофракийская, найденная по частям в 1863 году на острове Самотраки Шарлем Шампуазо, археологом и вице-консулом Франции в Адрианополе.

### Музеи-спутники Лувра

#### Ланс
В 2004 году французское правительство приняло решение построить музей-спутник Лувра на территории заброшенного угольного разреза в промышленном городке Ланс в северном регионе Нор — Па-де-Кале. Причинами этого решения стала переполненность парижского Лувра, рост общей посещаемости музеев во Франции, а также стремление к развитию экономики северной части Франции. Изначально на открытие у себя филиала Лувра претендовали 6 французских городов: Амьен, Аррас, Булонь-сюр-Мер, Кале, Ланс и Валансьен. 29 ноября 2004 года премьер-министр Франции Жан-Пьер Раффарен выбрал Ланс, бывший центр французской угольной промышленности, для размещения зданий нового музея, названного Лувр—Ланс (фр. Louvre-Lens). Для создания проекта нового музейного комплекса в 2005 году было выбрано японское архитектурное бюро SANAA. Руководство музея рассчитывает, что новое здание, способное вместить около 600 предметов искусства, будет привлекать до 500 000 посетителей ежегодно. Начиная с 12 декабря 2012 года новый музей открыт для широкой публики.

#### Абу-Даби
Лувр Абу-Даби — это филиал Лувра, расположенный в Абу-Даби, Объединённые Арабские Эмираты. В музей вошли работы из различных французских музеев (Лувр, Центр Помпиду, Музей Орсэ, Версальский дворец).
В 2012 году Лувр Абу-Даби начал коллекционировать фотографии, создавая фонд из собственных приобретений.
Первая выставка в этом филиале прошла в мае 2009 года (Talking Art: Louvre Abu
Dhabi). На ней были представлены первые 19 приобретений музея. Вторая выставка, Birth of a Museum, в мае-августе 2013 года, представила первую большую коллекцию, насчитывающую 130 работ, приобретённых правительством Абу-Даби для постоянной экспозиции. Она включает неизвестные ранее работы Пикассо, терракотовую скульптуру бронзового века с Кипра, а также артефакты из Греции, Турции, Японии и Сирии.
Проводятся мероприятия под названием Talking Art Series: это платформа для дискуссий о будущем музее. Здесь можно делиться идеями, вступать в диалог с широкой публикой.
6 сентября 2017 года министр культуры Франции Франсуаз Ниссен назвала окончательную дату открытия Лувра в Абу-Даби — это 11 ноября того же года. На церемонии открытия планируется присутствие высокопоставленных официальных гостей во главе с президентом Франции Эмманюэлем Макроном. Трёхэтажное здание в парижском Лувре, известное как Часовой павильон, было официально переименовано в честь отца-основателя ОАЭ шейха Зайд ибн Султана Аль Нахайяна.

## Коллекции
Коллекции Лувра хранят шедевры искусства разных цивилизаций, культур и эпох. В музее около 300 000 экспонатов, из которых только 35 000 выставляются в залах. Многие экспонаты содержатся в хранилищах, поскольку не могут быть показаны посетителям более трёх месяцев подряд из соображений сохранности.
Экспонаты Лувра разбиты на следующие коллекции:
- Древний Восток
- Древний Египет
- Древние Греция, Этрурия, Рим
- Искусство Ислама
- Скульптуры
- Предметы искусства
- Изобразительное искусство
- Графическое искусство
- История Лувра

### Древний Восток
В восточной коллекции собрано более 100 000 предметов искусства, созданные на территории античных государств Ближнего Востока и Междуречья. Коллекция департамента покрывает исторический период от эпохи неолита до начала исламской экспансии.
«Ассирийский музей» Лувра открылся 1 мая 1847 года, он подчинялся существовавшему в то время департаменту Античности. В 1881 году коллекция пополнилась предметами шумерской цивилизации, что и привело к созданию отдельного департамента Древнего Востока.
Восточная коллекция Лувра разделена на три раздела:
- Междуречье
- Иран
- Восток Средиземного моря (Сирия, Палестина, Кипр)

### Древний Египет
Отдел Древнего Египта был создан 15 мая 1826 года по распоряжению Карла X.
Первым смотрителем созданного Музея Египта стал расшифровщик древнеегипетских иероглифов Жан-Франсуа Шампольон.
В настоящий момент коллекция египетских древностей разбита на 3 части:
- Римский Египет, Коптский Египет;
- тематическая экспозиция;
- хронологическая экспозиция.

### Древние Греция, Этрурия, Рим
Департамент Древней Греции, Этрурии и Рима — прямой наследник Департамента Античности, одного из двух первых отделов открытого в 1793 году музея.
В коллекции представлены:
- Архаическая Греция
- Классическая Греция
- Эллинистическая Греция
- Этрурия
- Древний Рим

Отдельные залы посвящены греческой керамике, глиняным и бронзовым изделиям, драгоценностям.

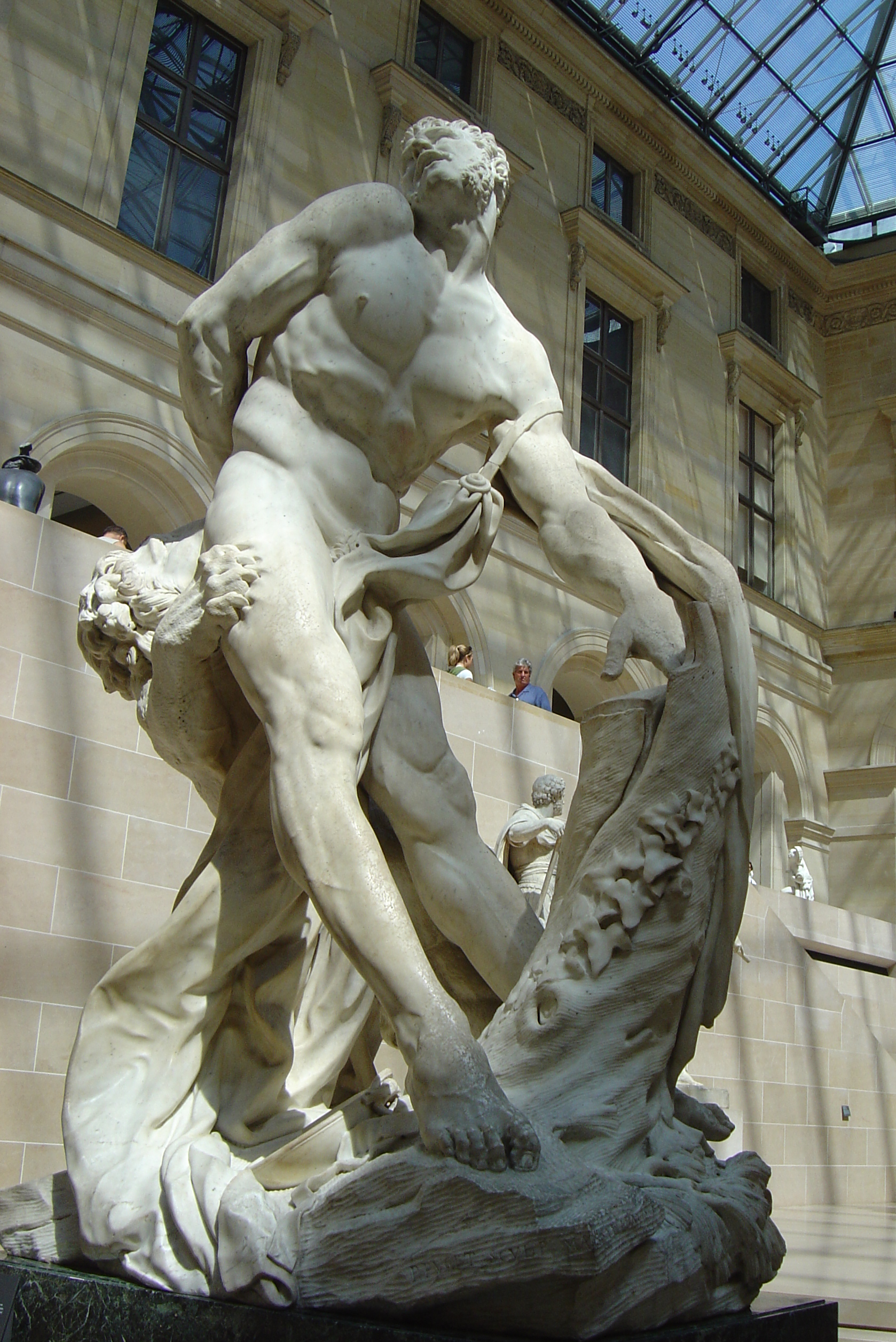
Милон Кротонский
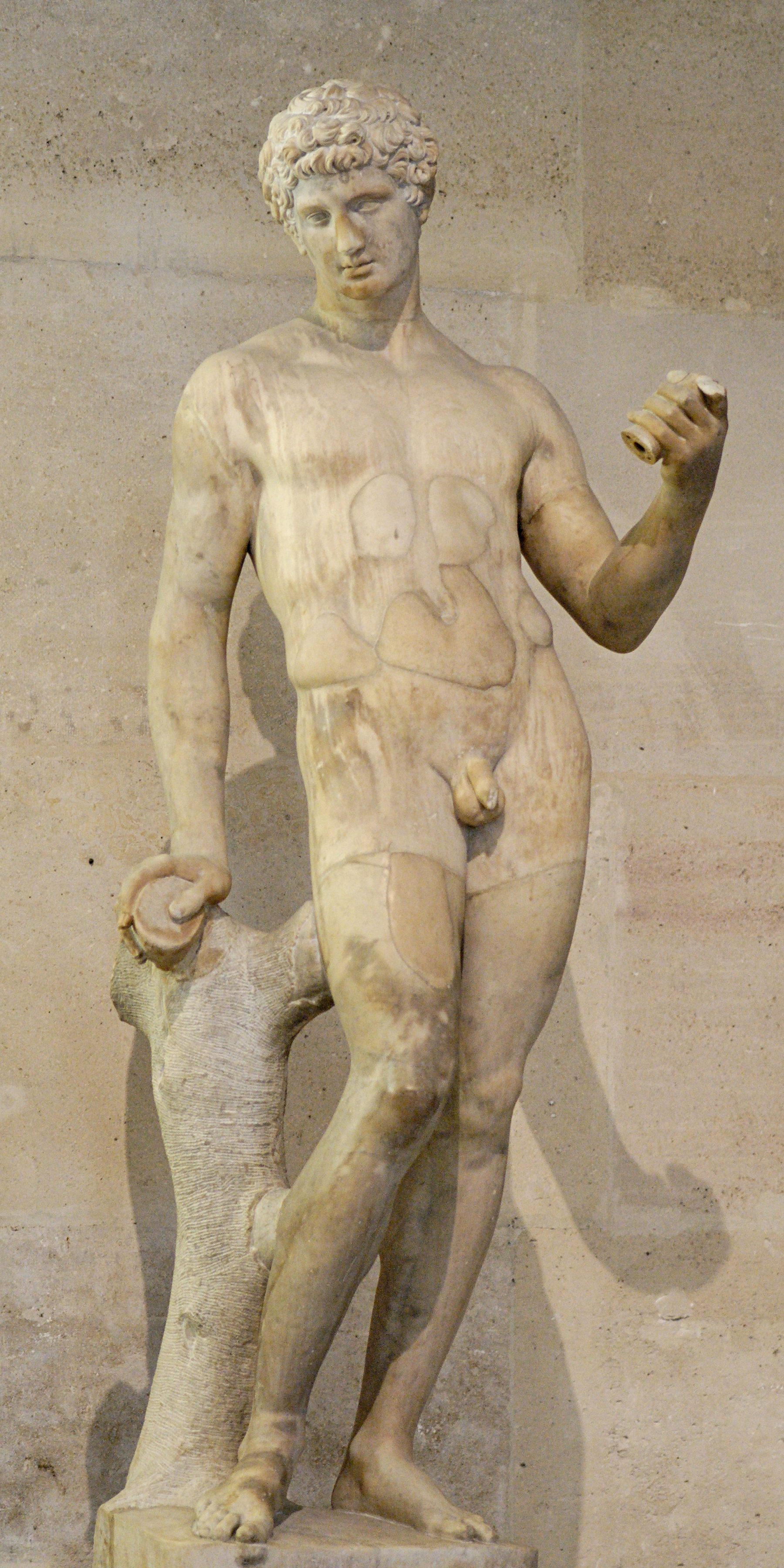
Адонис
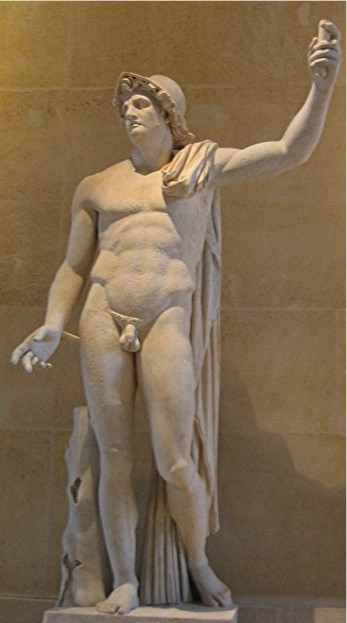
Александр Великий
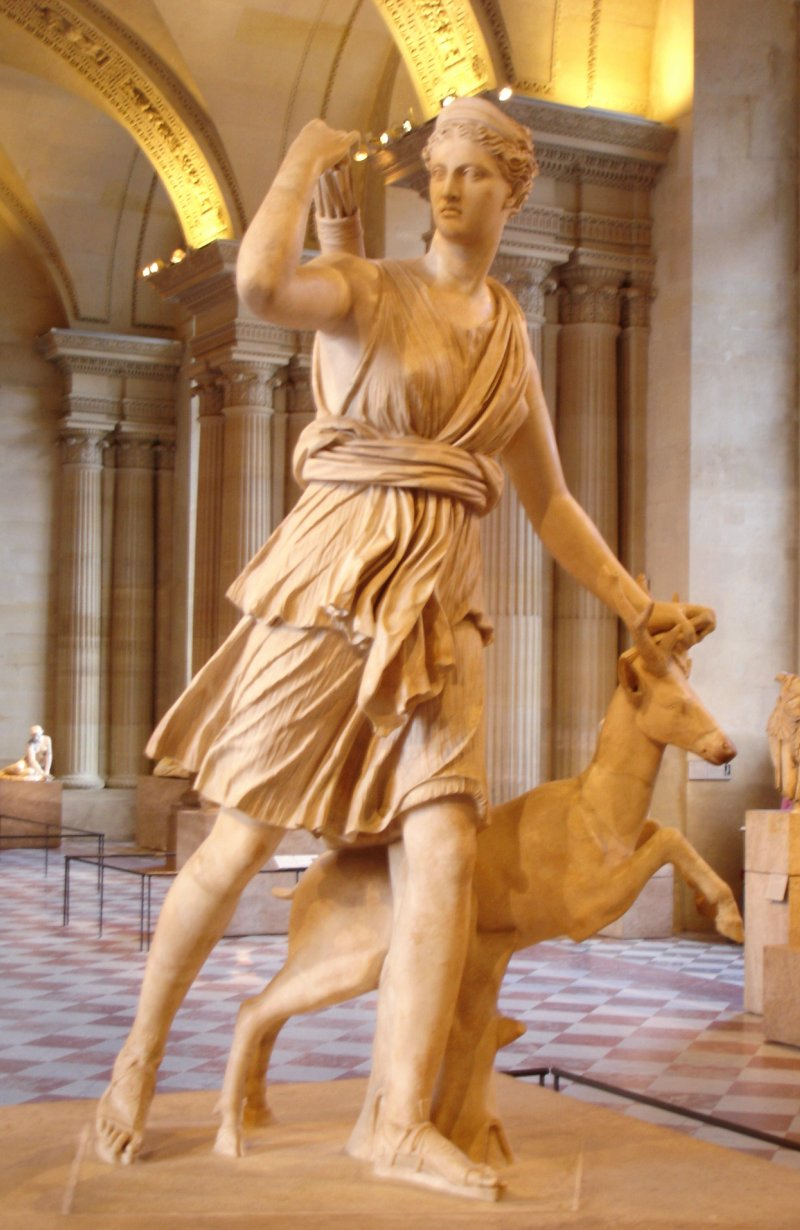
Артемида
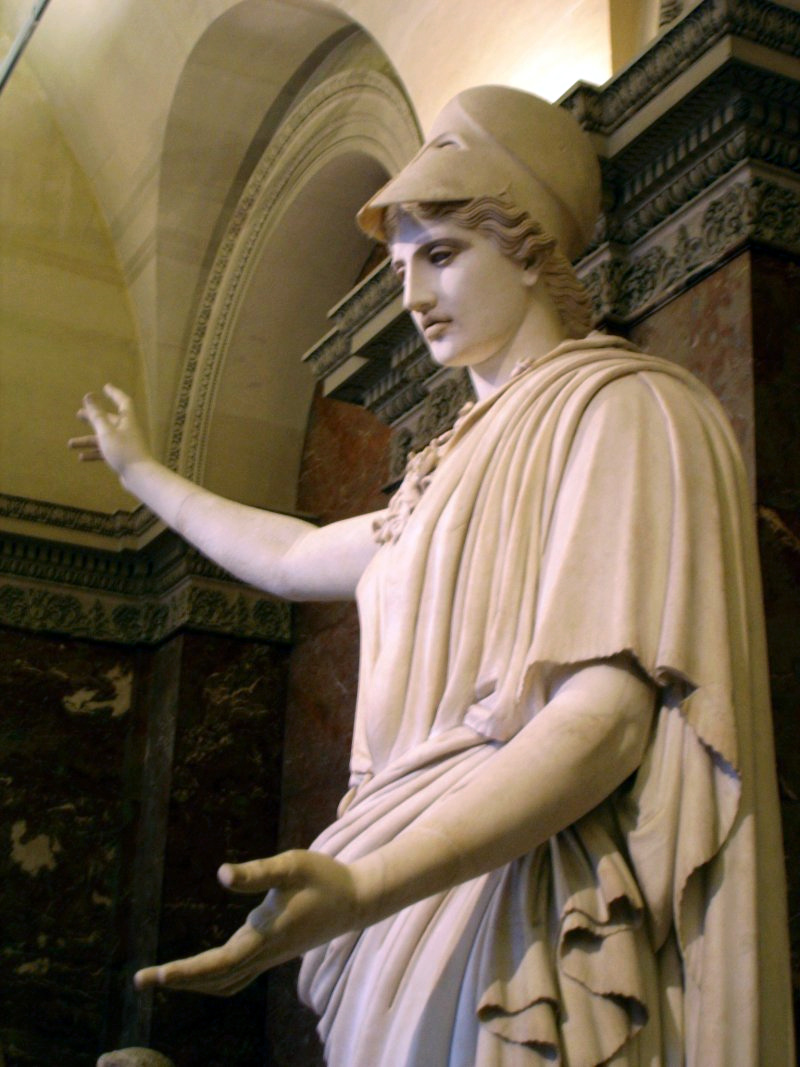
Афина из Веллетри
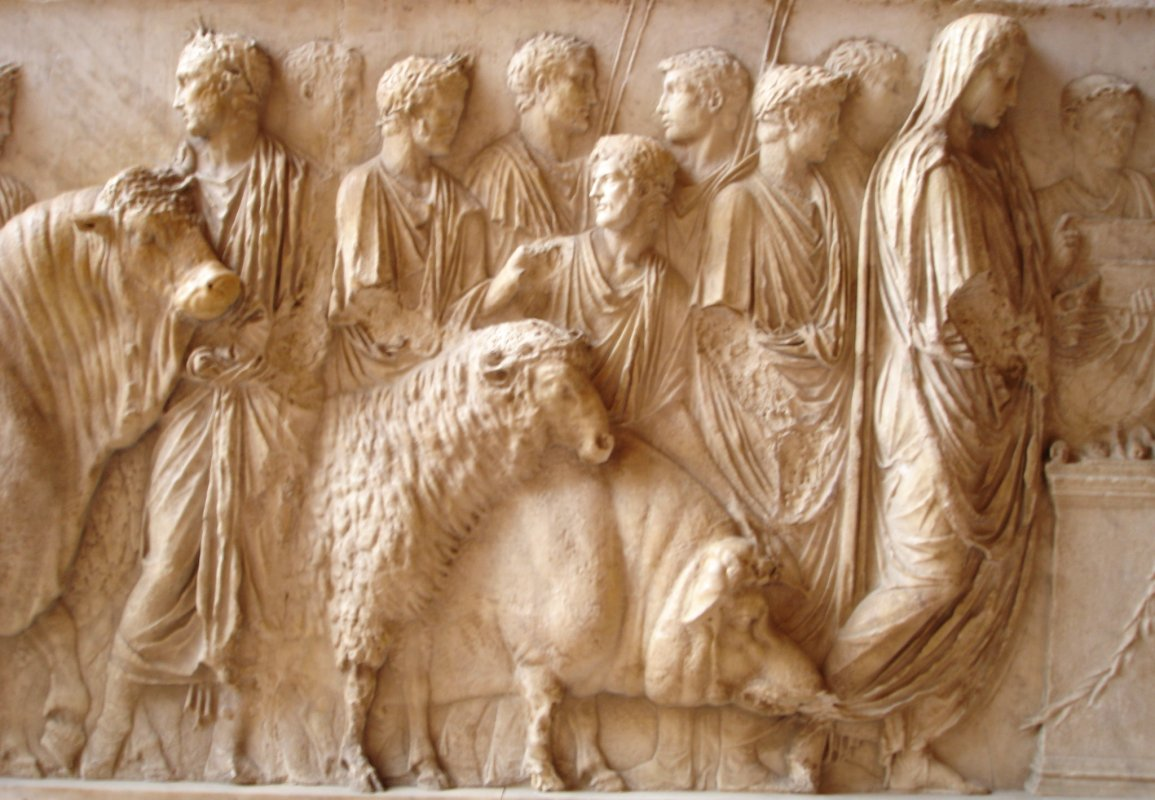
Приношения Марсу
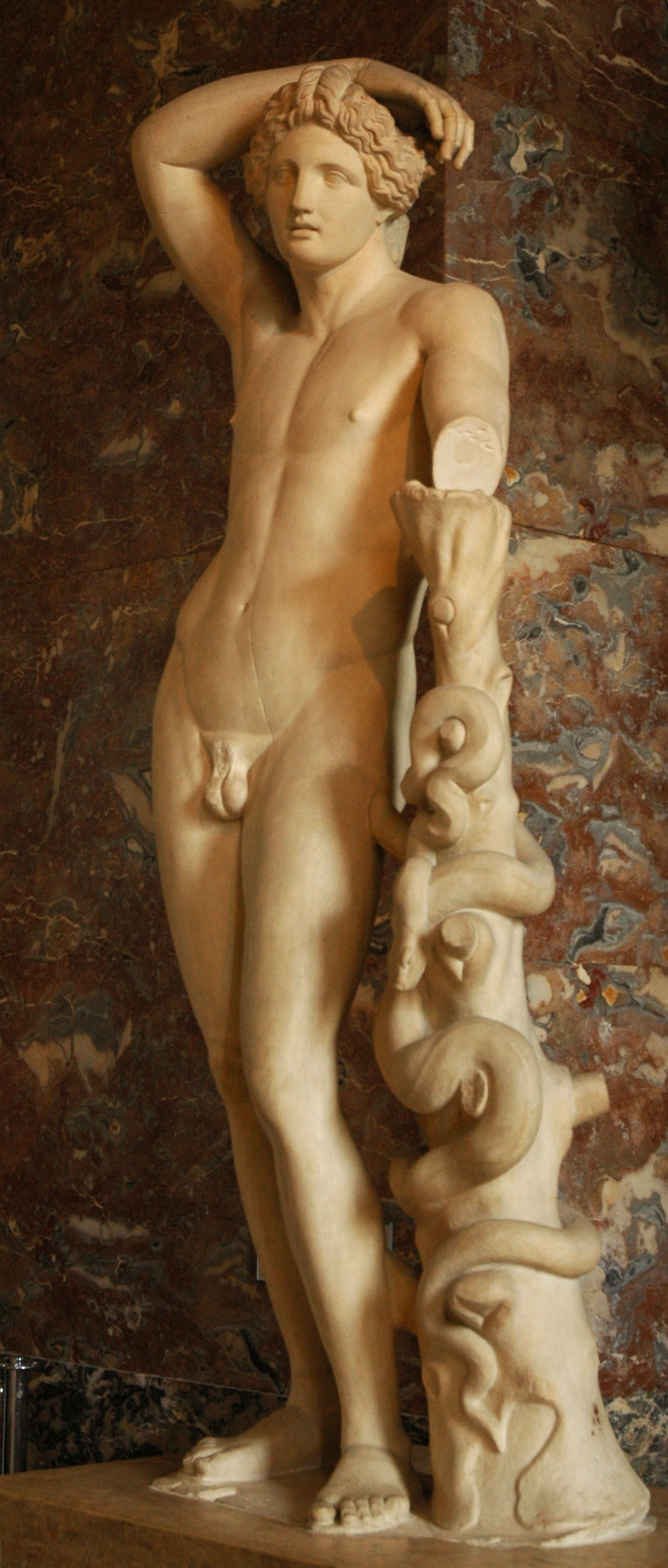
Аполлон
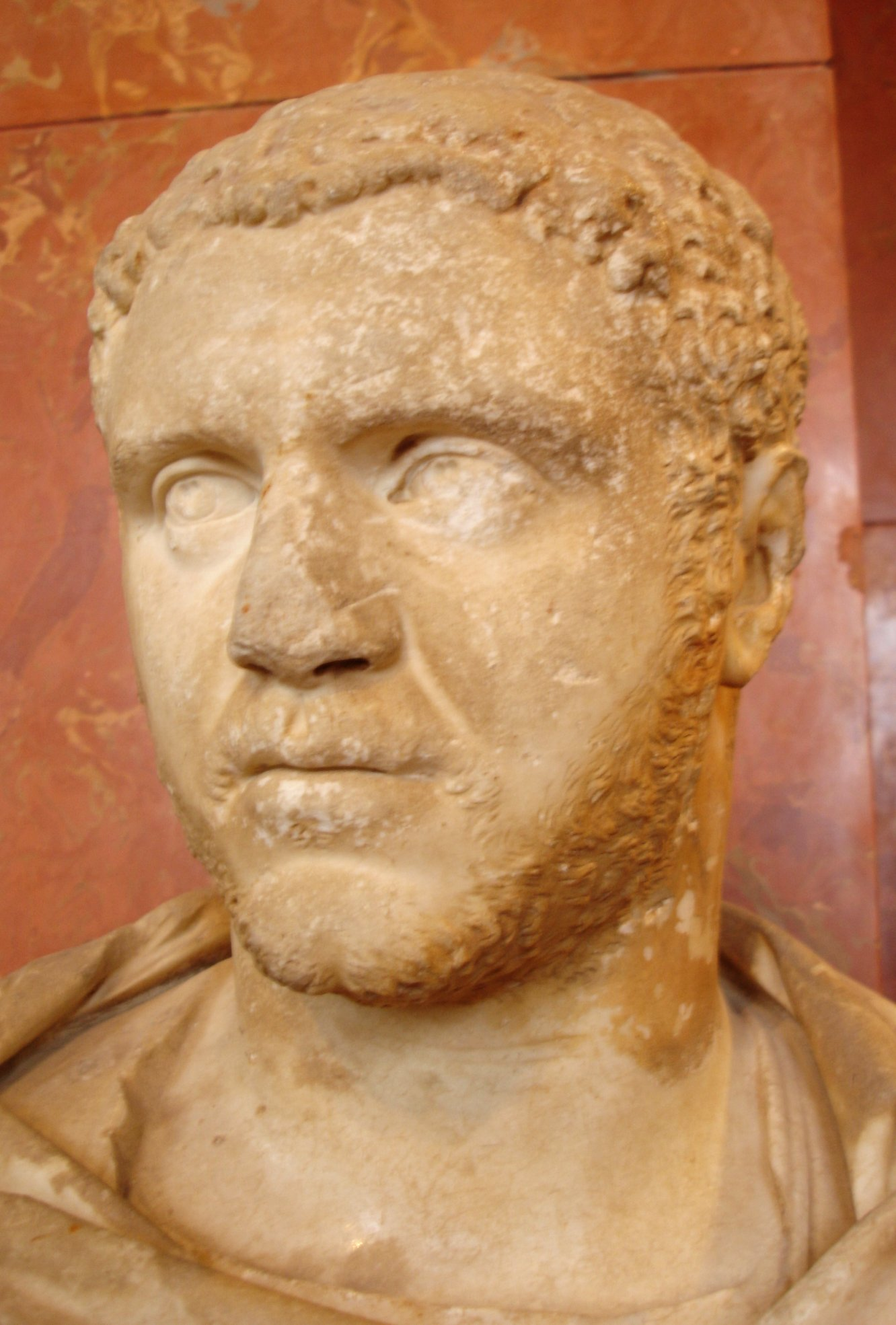
Каракалла
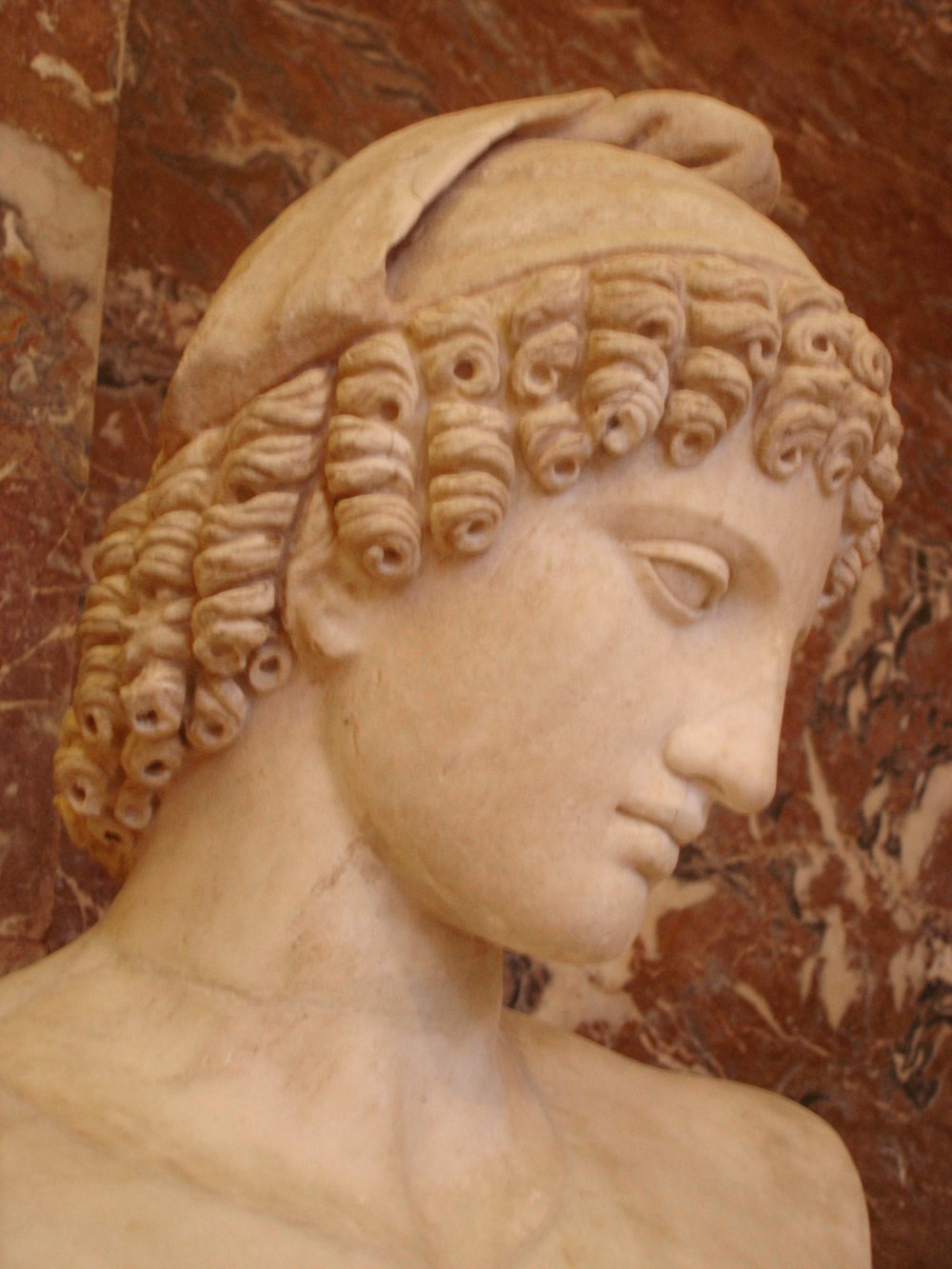
Ганимед
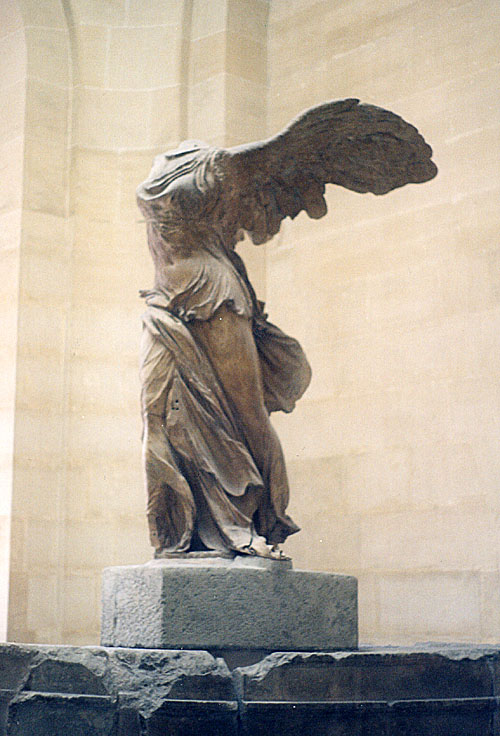
Ника Самофракийская

### Искусство ислама
Секция мусульманского искусства существует в департаменте Предметов искусства Лувра с 1893 года. В 1932 году создаётся новый департамент Азиатского искусства, которому переходят все произведения исламской цивилизации Лувра. В 1945 году произведения азиатских цивилизаций передаются музею Гиме, а вновь созданная секция исламское остаётся в департаменте Древнего Востока Лувра. В 1993 году реорганизация Лувра позволила выделить исламскому искусству более 1000 м² выставочной площади, а в 2003 году создаётся отдельный департамент Искусства Ислама. Коллекция департамента содержит произведения исламской цивилизации от Испании до Индии, от зарождения исламской цивилизации до XIX века.

### Скульптуры
Изначально в Лувре были представлены только античные статуи. Единственным исключением являлись работы Микеланджело.
В 1824 году открываются 5 новых залов, посвящённых периоду от эпохи Возрождения до XVIII века. В 1850 году к коллекции присоединяются средневековые статуи, а в 1893 году департамент скульптур становится независимым от департамента античности.

### Предметы искусства
Один из самых богатых департаментов музея, чья коллекция постоянно пополняется. Здесь представлены светские и религиозные драгоценности, статуэтки, мебель, гобелены. Коллекция охватывает период от Средневековья до XIX века.

### Картины

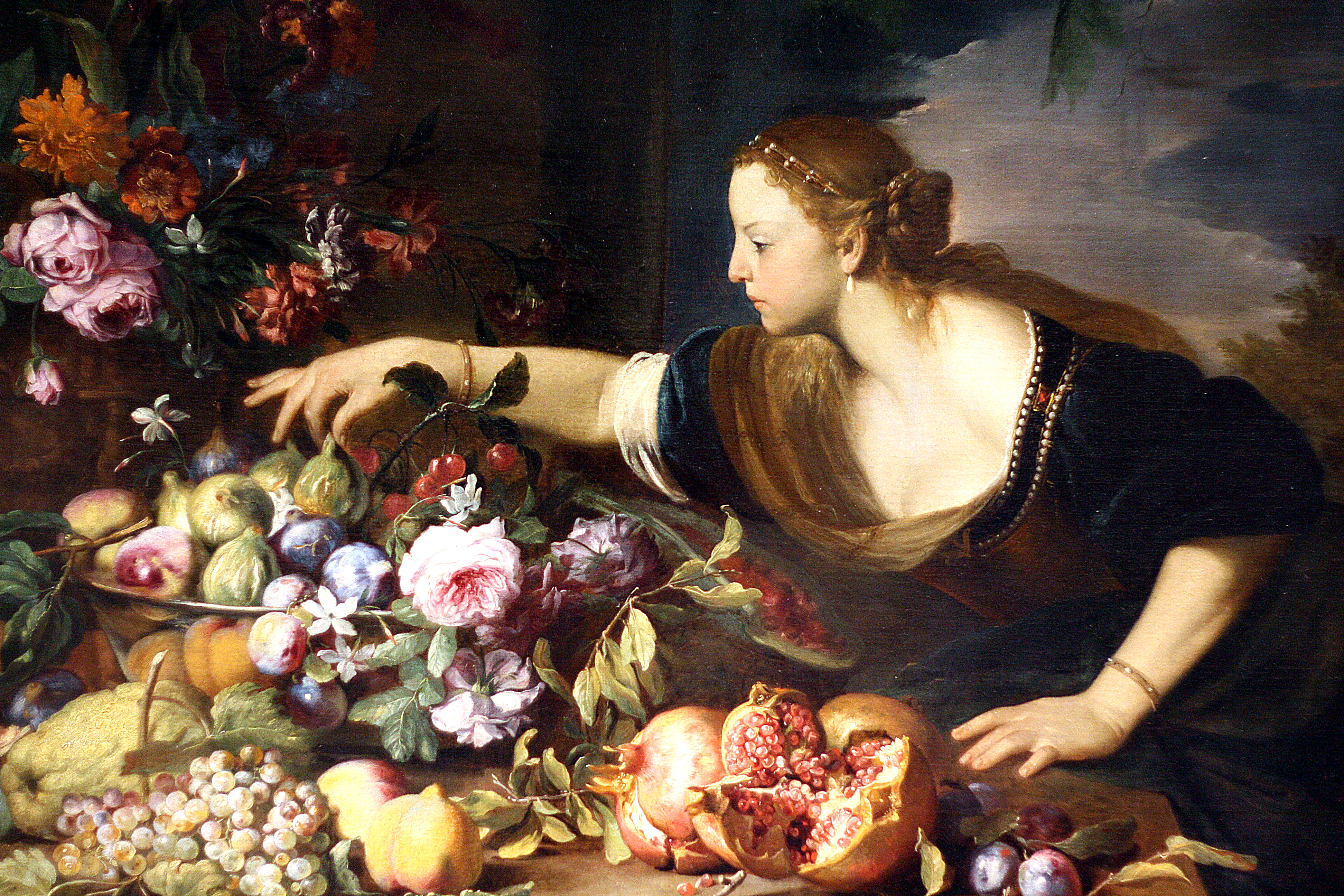
Брейгель А.Женщина, выбирающая фрукты

Коллекция содержит порядка 6000 картин, представляющих период от Средневековья до 1848 года. Произведения, датируемые после 1848 года, были переданы в Музей Орсе во время создания последнего.

### Графическое искусство
Отдел графического искусства на сегодня содержит более 135 000 экспонатов, разделённых на три группы:
Зал рисунков (Le Cabinet des dessins), начинавшийся с коллекции французских королей, а затем значительно расширившийся за счёт новых приобретений и даров;
Калькография (Chalcographie) — около 14 000 гравюр на меди. Есть возможность заказать оттиски с медных оригиналов около 600 гравюр;
Коллекция Эдмона Ротшильда, переданная Лувру в 1936 году, содержащая около 40 000 эстампов, 3000 рисунков и 500 иллюстрированных книг.
В связи с огромным числом экспонатов, а также из-за чувствительности бумаги к свету, не представляется возможным экспонировать их все постоянно. Их можно видеть либо во временных экспозициях, либо по заказу в специальном зале (la salle de consultation). Кроме того, постоянно проводится огромная работа по оцифровке изображений.

### История Лувра
Департамент Истории Лувра открылся 6 июля 2016 года в Часовом Павильоне Лувра.

## Происшествия

### Похищение Джоконды
21 августа 1911 года хранившаяся в Лувре картина Леонардо да Винчи «Мона Лиза» была украдена. В начале 1914 года похититель «Джоконды», итальянец Винченцо Перуджа дал объявление о продаже оригинала «Моны Лизы». Откликнувшийся на сообщение о продаже коллекционер сообщил о нём в полицию. Вскоре арестованный похититель картины Леонардо заявил впоследствии, что его мотив был патриотический, он хотел вернуть «Мону Лизу» на её родину, в Италию. Ещё полгода «Джоконду» выставляли в музеях Италии, после чего с особыми мерами безопасности возвратили в Лувр.

### Эвакуация коллекций во время нацистской оккупации

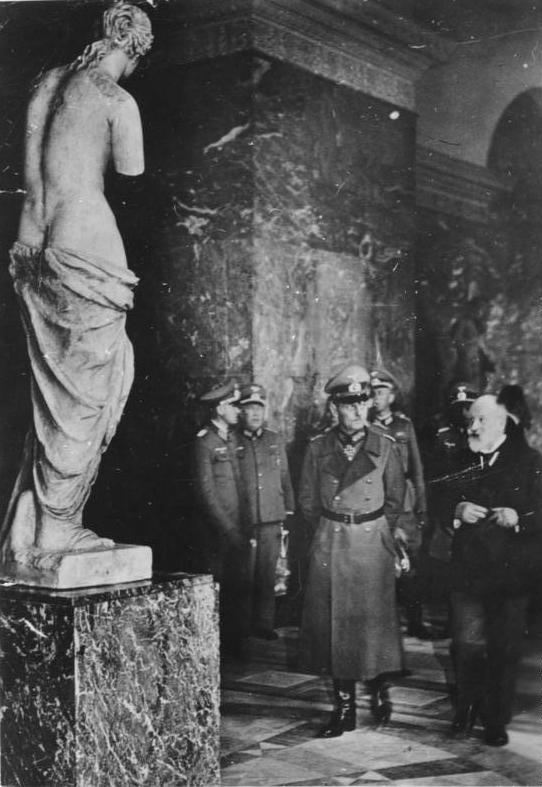
Генерал-фельдмаршал Герд фон Рундштедт осматривает копию Венеры Милосской во время визита в Париж, 7 октября 1940

В начале Второй мировой войны музей вывез и спрятал большую часть произведений искусства. Когда Германия оккупировала Судетскую область, наиболее ценные произведения искусства, такие как Мона Лиза, были временно эвакуированы в Шато де Шамбор. Когда год спустя была официально объявлена война, туда же было отправлено большинство картин музея. Избранные скульптуры, такие как Ника Самофракийская и Венера Милосская, были отправлены в Шато де Валенсе. 27 августа 1939 года, после двух дней упаковки, колонны грузовиков начали выезжать из Парижа. К 28 декабря из музея были вывезены большинство работ, за исключением слишком тяжёлых и «несущественных», которые остались в подвале музея. В начале 1945 года, после освобождения Франции, произведения искусства начали возвращать в Лувр.

### Наводнение 2016 года
В июне 2016 года уровень воды в Сене достиг 6 метров, что привело к инициализации плана по предотвращению риска наводнения (Plan de Prévention des Risques d’Inondation). 2 июня музей был закрыт на один день для превентивной эвакуации экспонатов из потенциально затопляемых залов музея. После дальнейшего подъёма уровня воды, 3 июня, музей был закрыт до 7 июня 2016 года включительно.

## Директора
- Барон Виван-Денон (1804—1816),
- граф Луи де Форбен (1816—1841),
- Альфонс де Кайё (1841—1848),
- Эмилиан де Ньёверкерке (1850—1852),
- Фредерик Вилло (1870—1874),
- Жорж Салль (1945—1957),
- Андре Парро (1968—1972),
- Жан-Люк Мартинес (2013—2021),
- Лоранс де Кар (с сентября 2021).

## Посещение

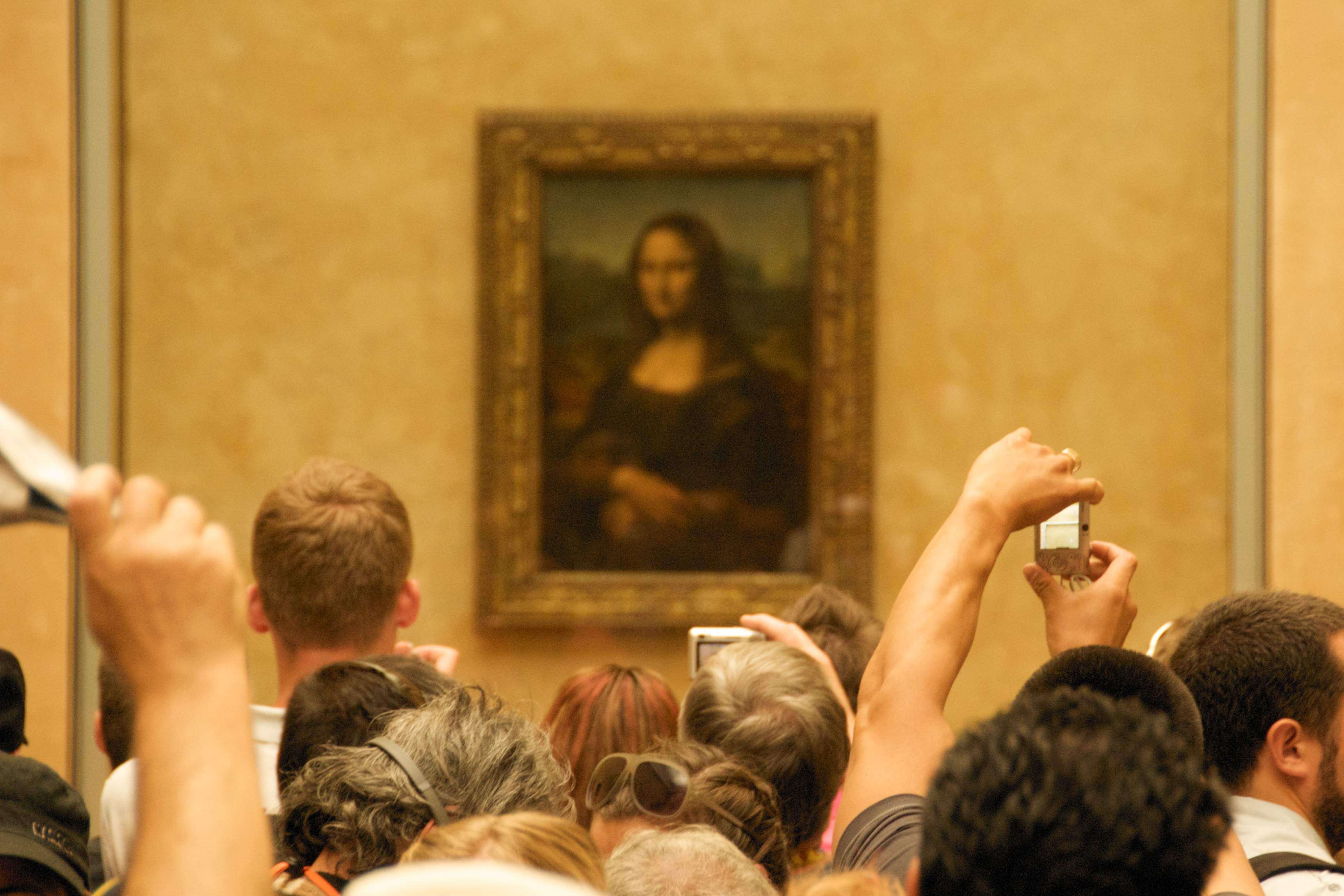
Посетители Лувра

Музей открыт для посетителей ежедневно, кроме вторников. Вход платный (в 2019 году — 17 евро при покупке через интернет, 15 евро на месте в кассе), ряд категорий посетителей (в том числе лица моложе 18 лет и инвалиды) проходят бесплатно. В залах постоянных экспозиций разрешена фотосъёмка без вспышек.

## Документальные фильмы
- Документальный фильм. Режиссёр — Jean-Pierre Devillers et Pierre Pochart. Производство — Ladybirds Films, Le Musée du Louvre, Doriane Films. 2014 г (10 декабря 2017). Человек, который спас Лувр = Illustre et Inconnu: Comment Jacques Jaujaurd a sauvé le Louvre. Россия-Культура. {{cite episode}}: |series= пропущен или пуст (справка); Внешняя ссылка в |credits= (справка) О спасении директором Национальных музеев Франции Жаком Жожаром коллекций Лувра от разграбления во время нацистской оккупации Франции.
- 2016 — История Лувра / Les batailles du Louvre (реж. Сильвен Бержер / Sylvain Bergère)